# Monaco op de Olympische Winterspelen 2018
Monaco was een van de deelnemende landen aan de Olympische Winterspelen 2018 in Pyeongchang, Zuid-Korea.
Bij de tiende deelname van het land aan de Winterspelen werd voor de negende opeenvolgende  keer deelgenomen in het bobsleeën en voor zevende keer in het alpineskiën. Van de vier deelnemers nam Alexandra Coletti voor de vierde keer en Olivier Jenot voor de derde keer deel. Rudy Rinaldi was de vlaggendrager bij de openingsceremonie, in 2014 droeg hij deze bij de sluitingsceremonie.

## Deelnemers en resultaten
(m) = mannen, (v) = vrouwen 

### Alpineskiën
| Olympiër (deelname)   | Onderdeel        | Resultaat | Prestatie                                                            |
| --------------------- | ---------------- | --------- | -------------------------------------------------------------------- |
| Olivier Jenot (3)     | combinatie (m)   | 28e       | afdaling: 1.22,71 (47e) slalom: 50,73 (28e) totaal: 2.13,44 (+6,92)  |
| Olivier Jenot (3)     | reuzenslalom (m) | 38e       | 1e run: 1.14,93 (48e) 2e run: 1.14,16 (37e) totaal: 2.29,09 (+11,05) |
| Olivier Jenot (3)     | super g (m)      | 38e       | 1.28,80 (+4,36)                                                      |
|                       |                  |           |                                                                      |
| Alexandra Coletti (4) | afdaling (v)     | 27e       | 1.45,04 (+5,82)                                                      |
| Alexandra Coletti (4) | super g (v)      | 30e       | 1.24,01 (+2,90)                                                      |

### Bobsleeën
| Olympiër                | Onderdeel       | Resultaat | Prestatie                               |
| ----------------------- | --------------- | --------- | --------------------------------------- |
| Rudy Rinaldi Boris Vain | tweemansbob (m) | 19e       | 3.19,02 (49,85 / 49,69 / 49,68 / 49,80) |